# Bom Jardim da Serra
Bom Jardim da Serra es un municipio brasileño del estado de Santa Catarina. Tiene una población estimada al 2021 de 4 801 habitantes.

## Historia
Formada originalmente como distrito de São Joaquim, donde estuvo anexada hasta 1967. La colonización de la localidad comenzó en el Siglo XIX con portugueses, italianos y españoles.
Se emancipó el 29 de enero de 1967.

## Geografía
- Serra do Rio do Rastro
- Parque nacional de San Joaquín

El 19 de junio de 2023 se registró una temperatura de -10,9 °C en una estación automatizada en el Loteamento Terra do Gelo, ubicado en Bom Jardim da Serra. Esta es la temperatura más baja registrada en la región sur de Brasil desde 1975.